# Opal (palivo)
Opal je nízkooktanový benzín používaný v Austrálii. Byl vyvinut australskou firmou BP za účelem snížit inhalování těkavých látek z benzínu v komunitách Austrálců. V roce 2010 se podle pozorování 106 komunit užívání těkavých látek z benzínu snížilo o 70 %.